# Rene Douglas
René R. Douglas (Ciudad de Panamá, Panamá, 3 de marzo de 1967) es un exjockey panameño de carreras de pura sangre.

## Carrera
Nacido en una familia de corredores de caballos, después de asistir a la escuela de jockey, Douglas montó en su Panamá natal durante un año y medio antes de mudarse a los Estados Unidos en 1983. Su primera gran victoria se produjo en 1989 en el prestigioso Washington D. C. International. En 1996, llevó a Editor's Note a la victoria en el Belmont Stakes, la tercera etapa de la serie de la Triple Corona de Estados Unidos. René Douglas ganó tres títulos de equitación en Calder Race Course y Hialeah Park Race Track y un récord de cuatro títulos consecutivos entre 2001 y 2004 en Arlington Park . Ganó siete carreras en una sola tarjeta en Arlington Park el 24 de julio de 2003 y dos veces ganó seis en una sola tarjeta en Calder Race Course.En la victoria más rica de su carrera, Rene Douglas capturó la Breeders' Cup Juvenile Fillies 2006 a bordo de Dreaming of Anna. Compitiendo en el Arlington Matron Handicap del 23 de mayo de 2009 en Arlington Park, el caballo de Douglas, Born to Be, chocó los talones con el que marcaba el ritmo Boudoir y cayó hacia adelante y giró sobre su espalda, aplastando a Douglas debajo. El caballo del jockey Jamie Theriot, Sky Mom, fue descalificado por los comisarios por causar el accidente. Douglas permaneció inmovilizado bajo Born to Be y tuvo que ser liberado por el personal de la pista. Más tarde, Born to Be fue sacrificado y Theriot fue suspendido durante 30 días por la Junta de Carreras de Illinois por su papel en el accidente. Las heridas dejaron a René Douglas paralizado de cintura para abajo. Utiliza una silla de ruedas y, tras una cirugía de columna y una larga rehabilitación, ha llevado una vida activa desde entonces y sigue involucrado en las carreras como propietario.